# الحرادنة (سوهاج)
قرية الحرادنة هي إحدى القرى التابعة لمركز ساقلتة بمحافظة سوهاج في جمهورية مصر العربية. حسب إحصاءات سنة 2006، بلغ إجمالي السكان في الحرادنة 4251 نسمة، منهم 2027 رجل و2224 امرأة.